# Хайдаров Ілхом Уткурович

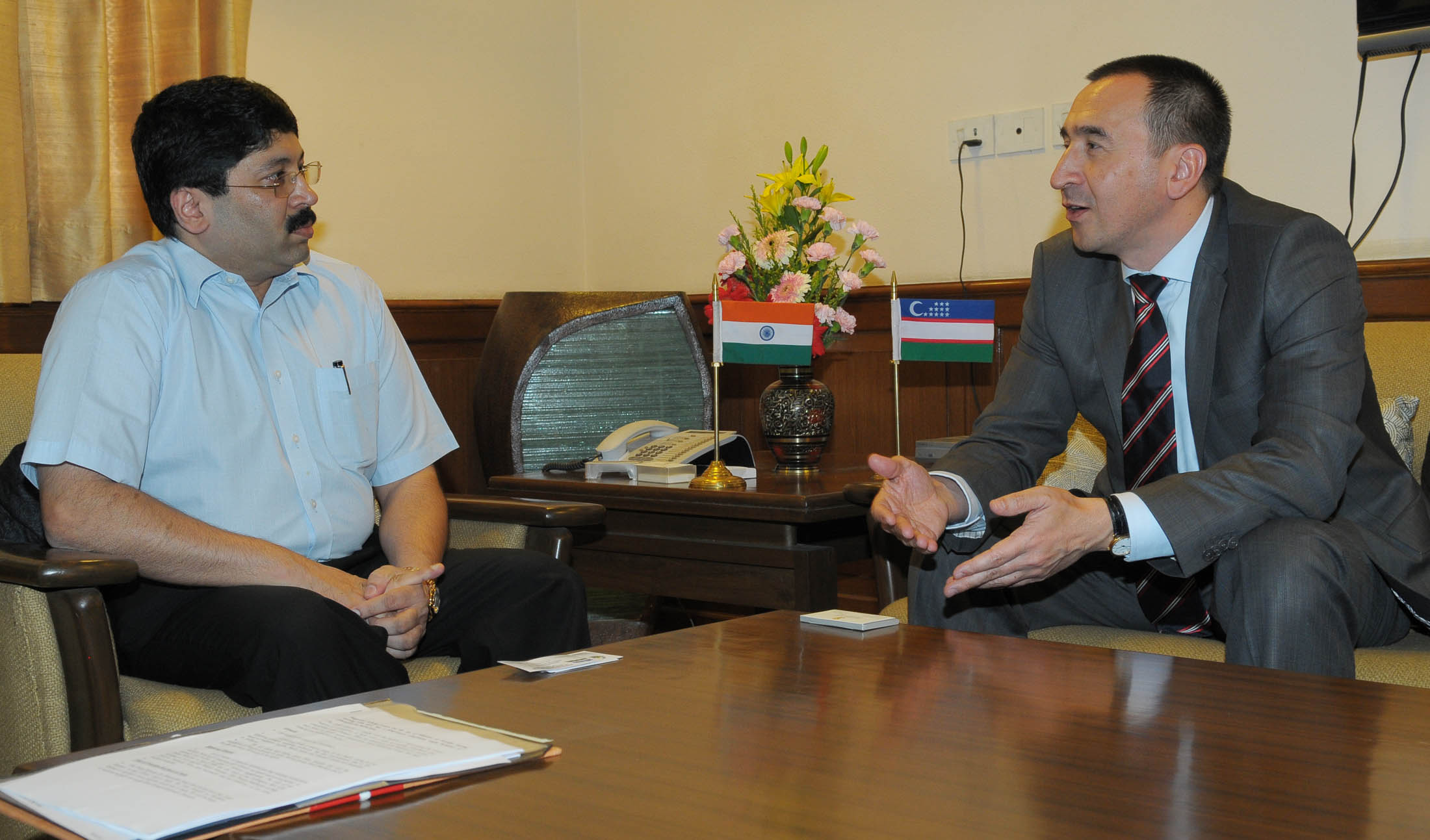
Голова правління легкої промисловості Узбекистану І. Хайдаров та міністр текстилю Союзу Шрі Даяніді Марана в Нью-Делі 30 вересня 2010 р.

Ільхом Уткурович Хайдаров (Ilkhom Khaydarov) (1968) — узбецький дипломат. Надзвичайний і Повноважний Посол Узбекистану в Україні.

## Біографія
Народився у 1968 році. Закінчив Московську академію народного господарства.
У 2001—2004 рр. — радник з торгово-економічних питань Посольства Узбекистану в Бельгії.
У 2004—2005 рр. — начальник управління Маркетингу Світових Ринків і Стратегічного прогнозування в Агентстві з Зовнішньо-економічних зв'язків Республіки Узбекистан, в.о. Генерального директора «Узмарказімпекс»
У 2006—2009 рр. — Надзвичайний і Повноважний Посол Республіки Узбекистан в Києві.
З травня 2009 року — Голова ДАК «УзЛегПром».